# Hälleviksstrands kyrka
Hälleviksstrands kyrka är en kyrkobyggnad belägen på ön Orust. Den tillhör Morlanda församling i Göteborgs stift och Svenska kyrkan.

## Kyrkobyggnaden
Kyrkan är den första på platsen. Den uppfördes 1903-1904 av byggmästare Johan Larsson från Tjörn efter ritningar av Adrian Crispin Peterson godkända 1894 längst inne i en havsvik vid en bergvägg. Den invigdes 20 oktober 1904 av biskop E. H. Rodhe
Utformningen är särpräglad, men tidstypisk, där fornnordiskt, nyromanskt och nygotiskt formspråk möts. Planen är korsformad, men tornet i väster, med sin åttakantiga spira, förtar något av det intrycket. Stommen är en stolpkonstruktion med timrade väggar. Koret är till det yttre kupoltäckt och åttakantigt. Panelen är liggande upp till fönsterhöjd och däröver spån. Långhusets valmade tak är belagt med takskiffer och har små takkupor. Tornets och kors tak är zinkbelagda. Fönstren är rundbågade och det nedre fönsterbandet löper runt kyrkan på ett sätt som påminner om norska stavkyrkor. Gavlarna har ingångar i form av förstugor. Exteriört var målningen från början brun. Den ersattes på 1970-talet med ljusröd plastfärg, men har senare blivit faluröd.
Invändigt är kyrkorummet täckt av ett vinklat kassettak och väggarna är panelklädda samt prydda med gavlar,m ribbverk och spetsbågsfriser. Tre läktare finns, orgelläktaren i väster samt en över vardera korsarmarna.
Byggnaden är mycket välbevarad. Mest framträdande exteriör förändring är borttagandet av yttertakets kambräden och drakhuvuden, liksom den ändrade färgsättningen. Från början hade man mörka detaljer mot ljus bakgrund. Vid ommålningar 1934 och 1977 har fler färger tillkommit, med gult och beige på väggarna, ljusblått i kortaket och mörka nyanser av grönt och rött i korvägg respektive bänkar. Kyrkan är den enda i sitt slag i stiftet och har få motsvarigheter i landet.

## Inventarier

### Skulpturer
Skulpturerna på predikstolen är utförda av Gunnar Erik Ström.

### Orgel
Orgeln är byggt 1965 av Tostareds Kyrkorgelfabrik. Fasaden härstammar från 1904 års orgel tillverkad av Olof Hammarberg. Orgeln har åtta stämmor fördelade på manual och pedal.